# Josef Gangl (Schriftsteller)

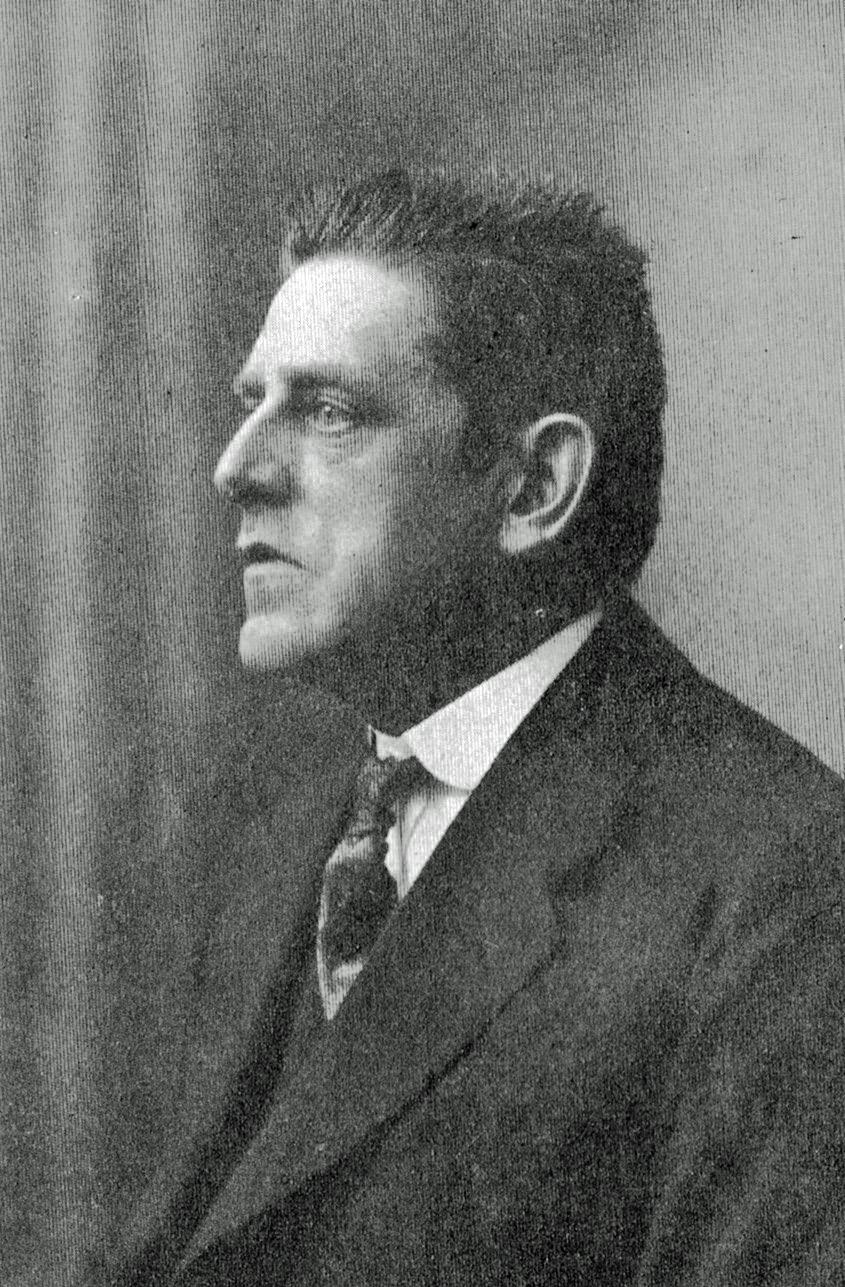
Josef Gangl

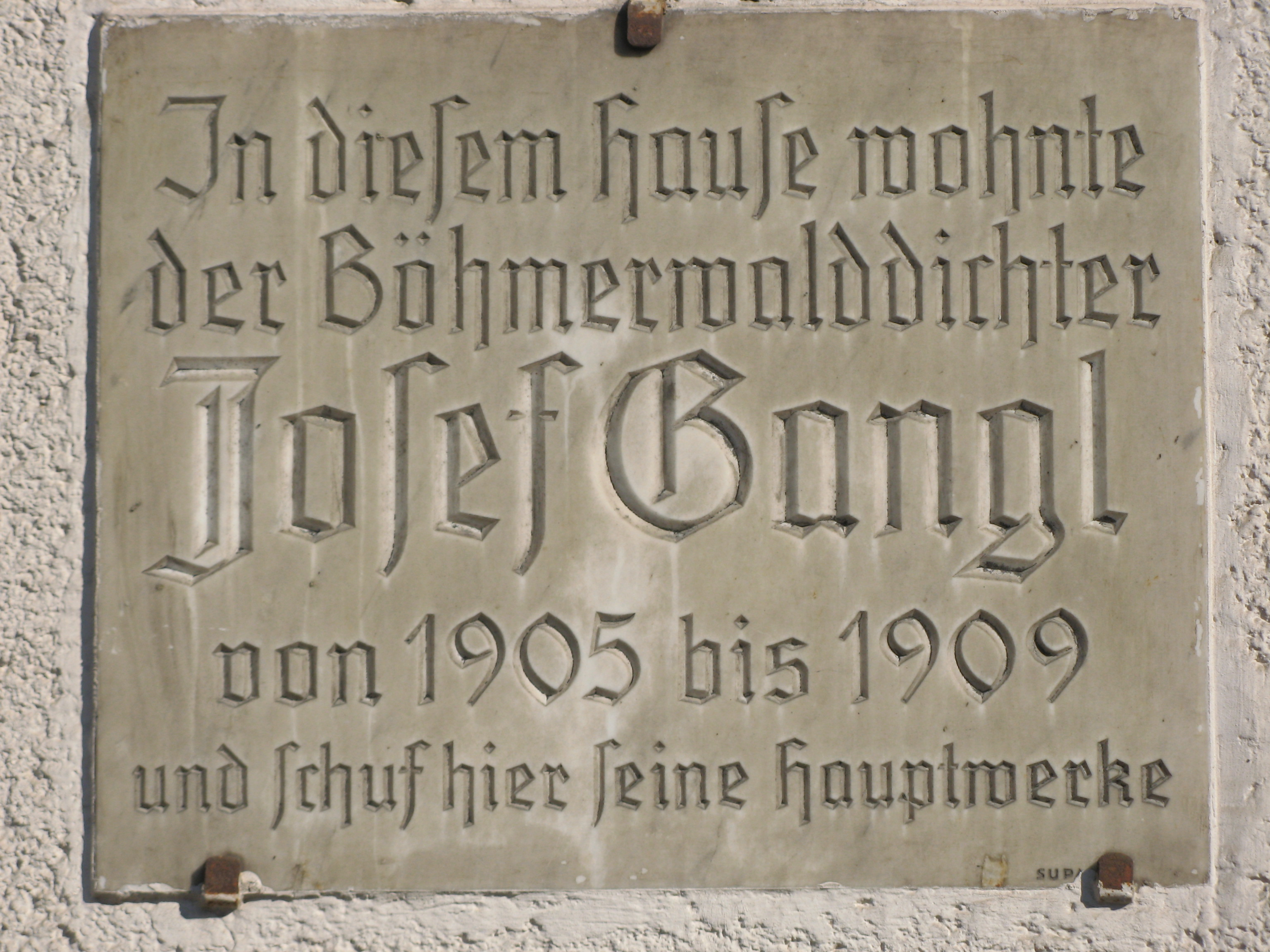
Gedenktafel für Josef Gangl in der Schönbrunner Straße in Wien-Meidling

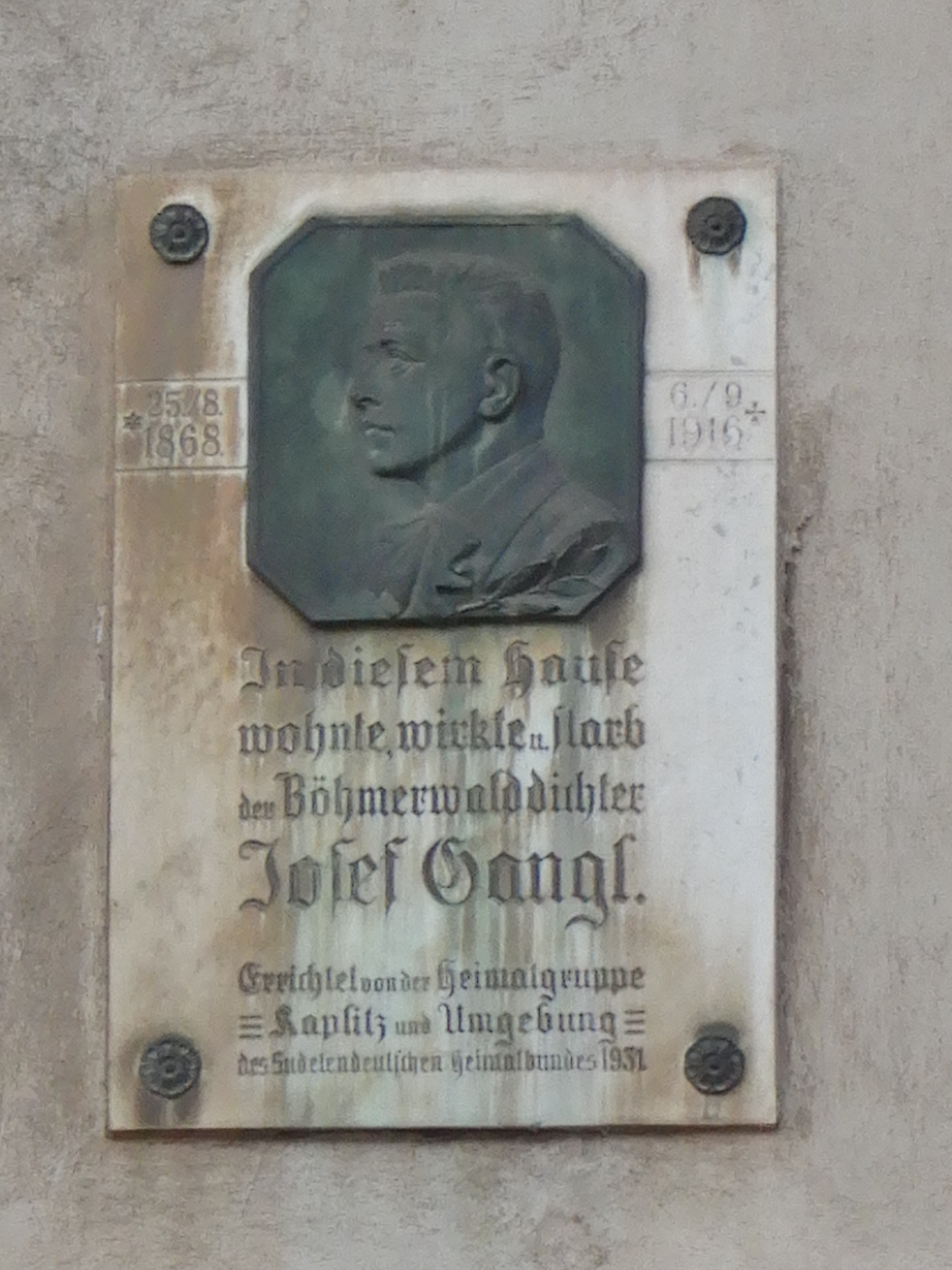
Gedenktafel für Josef Gangl in der Linzer Straße 226

Josef Gangl (* 25. August 1868 in Deutsch-Beneschau, Böhmerwald; † 6. September 1916 in Wien) war ein österreichischer Schauspieler und Schriftsteller. Er wurde vor allem als Böhmerwald-Dichter bekannt.
Gangl lebte in großer Armut in Wien. Seine Erzählungen und Romane behandeln Themen aus dem Böhmerwald. Als wichtigstes Werk gilt der Roman Der letzte Baum, der den Niedergang eines Bauerngeschlechts beschreibt.
Gangl wurde in einem ehrenhalber gewidmeten Grab auf dem Baumgartner Friedhof beigesetzt (Gruppe 22, Nummer 360). Eine Gedenktafel an seinem ehemaligen Wohnhaus in der Schönbrunner Straße in Wien-Meidling erinnert an ihn. Die Josef-Gangl-Gasse in Wien-Hietzing wurde 1932 nach ihm benannt.

## Werke
- Geschichten aus dem Böhmerwald. Budweis 1895.[1]
- Heirat und rasche Scheidung. 1899.
- Die ihn liebten und andere Erzählungen. Verlag J. Singer, Berlin 1908.[1] Neudruck Henricus Berlin 2018
- Am Ende der Welt und andere Geschichten aus dem Böhmerwalde. Verlag J. Singer, Berlin 1907.[1]
- Der letzte Baum. Roman. Habbel, Regensburg 1908. Neuauflage Ohetaler Verlag, Grafenau 2017.
- Und sie liebten sich doch. Verlag Habbel, Regensburg 1909.
- Die deutsche Himmelmutter. Roman, Verlag Habbel Regensburg 1909.[1]
- Die Wunderflur und andere Geschichten. Verlag Habbel Regensburg 1912.
- Mein Berg. Verlag Hecht, München 1912.[1]
- Mein Amsellied. Verlagsanstalt Dr. Ed. Rose, Neurode, Leipzig 1913.
- Markus der Tor. Roman. Verlag Habbel, Regensburg 1913.[1] Neudruck: Henricus Berlin 2018
- Mutters Bett. Verlag Hausen, Saarlouis 1916.[1]
- Das Schwabenhaus im Buchenland. Verlag Hausen, Saarlouis 1916.[1]
- Ein deutscher Sieg. Sammlung Kriegsnovellen, Gladbach 1916.
- Das Glück im Bettelsack. Hrsg. von Heinrich Mohr, Paulinus-Druckerei, Trier 1940.[1]
- Der zertrümmerte Pflug. Hrsg. von Heinrich Mohr, Herder, Freiburg 1942.[1]
- Sammelband: Mein Berg, Verdächtig, Der zertrümmerte Pflug, Neudruck Henricus Berlin 2018
- Der letzte Tanz, Dreißig Erzählungen aus dem Böhmerwald, Henricus Berlin 2018

Erzählungen
- Losgesagt
- Unerhört
- Die Welt des Weisen
- Die Belagerung von Lochwitz
- Liserls Wallfahrt
- Der Trutzball

## Namensvetter
- Josef Gangl, Major in der Wehrmacht, fiel am 5. Mai 1945 am Tor von Schloss Itter.